# Verbascum rubiginosum
Verbascum rubiginosum är en flenörtsväxtart som beskrevs av Franz de Paula Adam von Waldstein-Wartemberg och Kit.. Verbascum rubiginosum ingår i släktet kungsljus, och familjen flenörtsväxter. Inga underarter finns listade i Catalogue of Life.